# Jelpa kagyü
A jelpa kagyü (tibeti: ཡེལ་པ་བཀའ་བརྒྱུད་, wylie: yel pa bka' brgyud, kínai: 叶巴噶举, pinjin: je-pa ka-csu) a tibeti buddhizmusban (vadzsrajána) a kagyü iskola nyolc kisebb aliskolája közül az egyik. Az iskolát Jese Cegpa (ye shes brtsegs pa; 1134–1194), Phagmodrupa egyik tanítványa alapította. Ő alapította a Jelphug és a Tana kolostort.
A jelpa kagyü később beolvadt más kagyüpa hagyományokba. Ma már csak a jelpa fő kolostora a Tana Gompa számít jelpa intézménynek. A jelpa tanításait a karma kagyü vitte tovább.